# Amtec
Amtec S.p.A. era una società di elettronica per le telecomunicazioni, fondata nel 1980, con sede a Piancastagnaio (SI).
Sviluppava e produceva apparati hardware per le comunicazioni sicure, focalizzata su Security Gateway per comunicazioni IP cifrate.
Gli apparati ed il relativo software erano realizzati e testati in Italia, nei laboratori della società a Abbadia San Salvatore (SI).
Gli apparati di rete prodotti erano utilizzati nelle più capillari tra le grandi reti nazionali, tra cui quella delle Poste Italiane e quella dei Carabinieri.
Dopo diversi cambi di proprietà, tra cui Marconi PLC (UK), è stata acquisita da Elsag Datamat nel gruppo Finmeccanica e nel 2007 fatturava 42,6 milioni di euro.
Dal 1º aprile 2012 è stata fusa per incorporazione in Selex Elsag.